# Малайская бойцовая (порода кур)

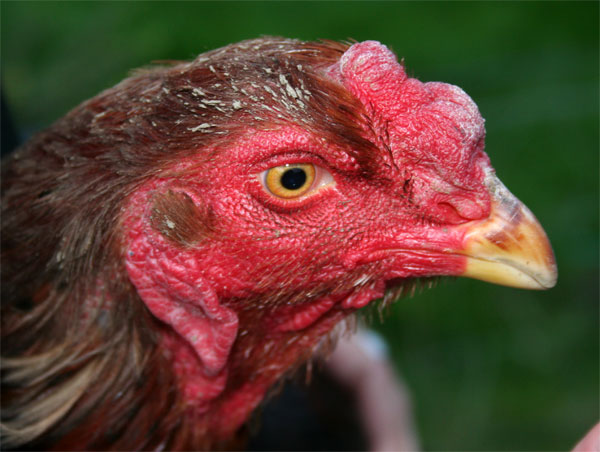
Малайский петух

Малайская бойцовая (англ. Malay) — бойцовая порода кур, появившаяся в Европе в начале XIX века.

## История
Примерно с 1830 года в Англию от птиц из Индии или Юго-Восточной Азии были завезены крупные куры и английскими селекционерами из Корнуолла и Девоне была выведена порода малайский бойцовых кур. Некоторые куры были импортированы с Малайского полуострова, другие с Деканского плоскогорья в Индии. Малайских борцовых разводили также в Германии и Нидерландах в 1830-е годы, а 1846  году они были завезены в США.
Малайская бойцовая порода была показана на первой британской выставке домашней птицы в 1845 году и была включена в первое издание Британских стандартов птицеводства в 1865 году.

## Продуктивность
Петухи весят до 6 кг, а куры до 4,2 кг. Самки за год откладывают всего сотню яиц, но по 70 г каждое..